# シュフタン・プロセス
シュフタン・プロセス（英: Schüfftan process）は、映画の特殊効果の1つで、ドイツの撮影監督のオイゲン・シュフタンが考案した合成撮影技術である。鏡を使ってミニチュアや背景を人物と合成することで、まるで人物が大きなセットの中にいるような効果を生み出した。この手法は1920年代から1930年代にかけて、『メトロポリス』（1927年）や『恐喝』（1929年）などの作品に用いられたが、その後はブルーバックなどの合成技術に置き換えられた。

## 手法
シュフタン・プロセスを行う時は、映画用カメラの前（美術監督のレオン・バルザックの説明では、レンズから約2メートル50センチのところ）に、視線に対して45度の角度で、ガラス板に銀で薄くメッキした鏡（ハーフミラー）を設置する。次に鏡の側方に合成しようとする対象物（合成画やミニチュアなど）を、鏡に反射して映るように設置する。人物やセットは、鏡の奥のレンズに向かった位置に配置し、カメラからそれだけが透けて見えるように鏡の一部のメッキを削り取った。このようにセットアップされた状態でカメラを回すと、鏡の透けた部分を通して人物やセットが映り、と同時に対象物が鏡に反射して映る。それにより人物やセットが、大きな対象物の中にいるような効果を与えることができた。

## 歴史

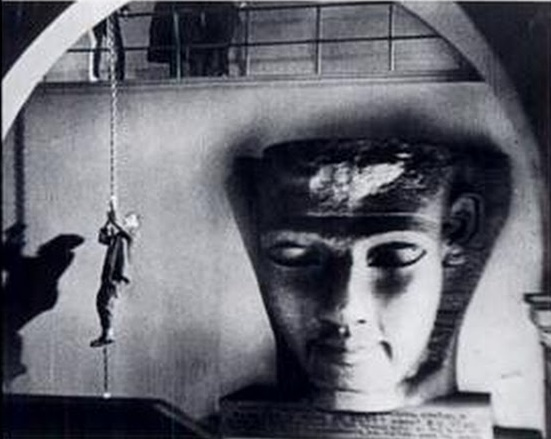
シュフタン・プロセスが用いられた『恐喝』（1929年）の大英博物館での追跡シーン。

1920年代前半、ドイツの撮影監督であるオイゲン・シュフタンは、同じくカメラマンのエルンスト・クンストマンと協力してシュフタン・プロセスを開発し、E・A・デュポン監督のドイツ映画『ヴァリエテ』（1925年）や、フリッツ・ラング監督のSF映画『メトロポリス』（1927年）で初めて採用された。とくに『メトロポリス』では、超高層建築物やスポーツスタジアムなどの巨大な空間を舞台としたシーンでシュフタン・プロセスが用いられ、その洗練された使用によって、後年まで革新的な特殊効果をもたらした作品として認められている。
アルフレッド・ヒッチコックは、『恐喝』（1929年）の大英博物館での追跡シーンにシュフタン・プロセスを使用した。ヒッチコックによると、本物の博物館の内部で撮影をするには暗くて光量が足りなかったため、その代わりにプロデューサーに無断でシュフタン・プロセスを使ったという。このほか、ヒッチコックは『暗殺者の家』（1934年）のロイヤル・アルバート・ホールでのシーンや、『三十九夜』（1935年）のミュージック・ホールでのラストシーンなどで、シュフタン・プロセスを使用している。
しかし、1930年代以降にオプチカル・プリンターが登場し、より単純で効率的なマット・ショットやブルーバックなどの合成技術が普及したことで、シュフタン・プロセスはそれらに取って代わられることになった。それでも後年の作品でも、例えば、ウォルト・ディズニー映画『四つの願い』（1959年）や、ピーター・ジャクソン監督の『ロード・オブ・ザ・リング/王の帰還』（2003年）の架空の国ゴンドールの壮大な風景の描写などで、シュフタン・プロセスが使用されている。